# Marvel Studios: Общий сбор
«Marvel Studios: О́бщий сбор» (англ. Marvel Studios: Assembled) — американский документальный телесериал-антология, созданный для сервиса потокового вещания Disney+. Каждый выпуск посвящён созданию фильмов и телесериалов медиафраншизы «Кинематографическая вселенная Marvel» и включает закадровые интервью актёров, режиссёров и продюсеров, раскрывая процесс создания проектов.
Сериал был впервые анонсирован в феврале 2021 года. Премьера первого выпуска «Общего сбора» состоялась 12 марта 2021 года. Будущие эпизоды выходят несколько позже релизов фильмов или телесериалов на Disney+. Документальный проект получил положительные отзывы за демонстрацию процессов создания каждого проекта, особенно в отношении технических аспектов и включения в повествование КВМ.

## Описание
Проект посвящён созданию фильмов и телесериалов медиафраншизы «Кинематографическая вселенная Marvel» и включает закадровые интервью, раскрывающие процесс создания проектов. 22 мая 2024 вышел первый выпуск, посвящённый созданию проекта, не входящего в КВМ, — мультсериала «Люди Икс ’97».

## Список серий
| Сезон    | Серии | Серии | Даты показа   | Даты показа     |
| Сезон    | Серии | Серии | Первая серия  | Последняя серия |
| -------- | ----- | ----- | ------------- | --------------- |
| 4-я фаза | 14    | 14    | 12 марта 2021 | 8 февраля 2023  |
| 5-я фаза | 6     | 6     | 19 июля 2023  | TBA             |

### Четвёртая фаза(2021—2023)
| № общий | № в сезоне | Название | Режиссёр      | Автор сценария                           | Дата премьеры   |
| --- | ---------- | --- | ------------- | ---------------------------------------- | --------------- |
| 1 | 1          | «Создание „Ванда/Вижн“» «The Making of WandaVision'»                                                                  | Брэдфорд Бару | Меган Леон                               | 12 марта 2021   |
| Главный сценарист Жак Шеффер, режиссёр Мэтт Шекман, актёры Элизабет Олсен, Пол Беттани, Дебра Джо Рапп, Кэтрин Хан, Тейона Паррис, Рэндалл Парк, Кэт Деннингс и Эван Питерс, авторы тематических песен Роберт Лопес и Кристен Андерсон-Лопес и другие создатели раскрывают секреты производства сериала «Ванда/Вижн» прямо на съёмочной площадке. В эпизоде обсуждается, какие классические ситкомы вдохновили сериал, как съёмочная группа воссоздала процессы производства ранних ситкомов, а также как на создателей и актёров повлиял опыт съёмок перед живой аудиторией для первой серии «Снято перед живой аудиторией». |            | |               |                                          |                 |
| 2 | 2          | «Создание „Сокола и Зимнего солдата“» «The Making of The Falcon and the Winter Soldier'»                              | Брэдфорд Бару | Меган Леон                               | 30 апреля 2021  |
| Главный сценарист Малкольм Спеллман, режиссёр Кари Скогланд, актёры Энтони Маки, Себастиан Стэн, Уайатт Рассел, Эрин Келлиман, Дон Чидл, Даниэль Брюль, Эмили Ванкэмп, Флоренс Касумба, Джулия Луи-Дрейфус и Кле Беннетт, исполнительный продюсер Нейт Мур и другие создатели раскрывают секреты производства сериала «Сокол и Зимний солдат» прямо на съёмочной площадке. В эпизоде обсуждается важность вопросов расизма в сюжете проекта, съёмки боевых сцен и влияние пандемии коронавируса на производство телесериала.                                                                                                  |            | |               |                                          |                 |
| 3 | 3          | «Создание „Локи“» «The Making of Loki'»                                                                               | Брэдфорд Бару | Меган Леон                               | 21 июля 2021    |
| Главный сценарист Майкл Уолдрон, режиссёр Кейт Херрон, актёры Том Хиддлстон (рассказчик эпизода), Гугу Мбата-Роу, Вунми Мосаку, Оуэн Уилсон, София Ди Мартино, Ричард Э. Грант и Джонатан Мэйджерс, исполнительные продюсеры Стивен Бруссар и Кевин Р. Райт и другие создатели раскрывают секреты производства сериала «Локи» прямо на съёмочной площадке. В эпизоде обсуждается важность понятий времени и любви в контексте сериала, опыт построения больших декораций и применение визуальных эффектов, взаимосвязи героев и их комиксных прототипов и влияние «Локи» на будущее киновселенной.                            |            | |               |                                          |                 |
| 4 | 4          | «Создание „Чёрной вдовы”» «The Making of Black Widow'»                                                                | Брэдфорд Бару | Брентон Ковингтон                        | 20 октября 2021 |
| Режиссёр Кейт Шортланд, а также актёры Скарлетт Йоханссон, Флоренс Пью, Дэвид Харбор, Рэйчел Вайс, Рэй Уинстон и другие раскрывают секреты создания фильма «Чёрная вдова» прямо на съёмочной площадке. В эпизоде обсуждается путь Чёрной вдовы в КВМ. |            | |               |                                          |                 |
| 5 | 5          | «Создание „Что, если…?”» «The Making of What If…?'»                                                                   | Брэдфорд Бару | Меган Леон                               | 27 октября 2021 |
| Главный сценарист Э. С. Брэдли, режиссёр Брайан Эндрюс, аниматор Стефан Фрэнк, продюсеры и актёр Джеффри Райт раскрывают секреты создания мультсериала «Что, если…?». В эпизоде обсуждается сама идея мультсериала, его создание, анимация и подбор актёров. |            | |               |                                          |                 |
| 6 | 6          | «Создание „Шан-Чи и легенды десяти колец”» «The Making of Shang-Chi and the Legend of the Ten Rings'»                 | Брэдфорд Бару | Амир Шукри и Джейсон Хиллхаус            | 12 ноября 2021  |
| Режиссёр Дестин Дэниел Креттон, продюсеры, а также актёры Симу Лю, Аквафина, Мэнъэр Чжан, Мишель Йео, Бен Кингсли, Тони Люн, Бенедикт Вонг и другие раскрывают секреты создания фильма «Шан-Чи и легенда десяти колец». В эпизоде обсуждается представление супергероя китайского происхождения в КВМ и сложности съёмочного процесса. |            | |               |                                          |                 |
| 7 | 7          | «Создание „Соколиного глаза”» «The Making of Hawkeye'»                                                                | Брэдфорд Бару | Меган Леон                               | 9 февраля 2022  |
| Режиссёры Риз Томас, Берт & Берти, актёры Джереми Реннер, Хейли Стейнфилд, Тони Далтон, Фра Фи, Алекс Паунович, Пётр Адамчик, Вера Фармига, Алаква Кокс, Флоренс Пью, Винсент Д’Онофрио, Карлос Наварро, Клейтон Инглиш, Адель Драхос и Адетинпо Томас, а также продюсеры и другие создатели раскрывают секреты создания сериала «Соколиный глаз». В эпизоде обсуждается создание мюзикла в бродвейском стиле и возвращение Д’Онофрио к роли Кингпина. |            | |               |                                          |                 |
| 8 | 8          | «Создание „Вечных”» «The Making of Eternals'»                                                                         | Брэдли Хоган  | Чарли Висник                             | 16 февраля 2022 |
| Режиссёр Хлоя Чжао, продюсеры, а также актёры Джемма Чан, Ричард Мэдден, Кумэйл Нанджиани, Анджелина Джоли, Лорен Ридлофф, Лия Макхью, Брайан Тайри Генри, Барри Кеоган, Дон Ли, Сальма Хайек, Кит Харингтон и другие раскрывают секреты создания фильма «Вечные». В эпизоде обсуждается сценография и декорации, дизайн костюмов, трудности и преимущества натурных съёмок, а также этническое разнообразие актёрского состава. |            | |               |                                          |                 |
| 9 | 9          | «Создание „Лунного рыцаря”» «The Making of Moon Knight'»                                                              | Брэдфорд Бару | Амир Шукри и Джейсон Хиллхаус            | 25 мая 2022     |
| Режиссёры сериала Мохамед Диаб, Аарон Мурхед и Джастин Мурхед, а также актёры Оскар Айзек, Итан Хоук, Мэй Каламави, Карим Эль Хаким, Антония Салиб, продюсеры и другие творческие работники раскрывают секреты создания сериала «Лунный рыцарь». Обсуждаются вопросы изображения диссоциативного расстройства идентичности, создания египетских декораций и трудности игры Айзека против самого себя. |            | |               |                                          |                 |
| 10 | 10         | «Создание „Доктора Стрэнджа: В мультивселенной безумия”» «The Making of Doctor Strange in the Multiverse of Madness'» | Брэдфорд Бару | Стив Элкинс                              | 8 июля 2022     |
| Режиссёр Сэм Рэйми, сценарист Майкл Уолдрон, продюсеры, а также актёры Бенедикт Камбербэтч, Элизабет Олсен, Бенедикт Вонг, Рэйчел МакАдамс, Чиветел Эджиофор, Сочил Гомес и Брюс Кэмпбелл раскрывают секреты создания фильма «Доктор Стрэндж: В мультивселенной безумия». Обсуждение включает продолжение истории Стивена Стрэнджа после фильма «Мстители: Финал», дизайн декораций, представление мультивселенной, Америки Чавес и Иллюминатов, а также влияние пандемии COVID-19 на написание и производство фильма. |            | |               |                                          |                 |
| 11 | 11         | «Создание „Мисс Марвел”» «The Making of Ms. Marvel'»                                                                  | Брэдфорд Бару | Меган Леон                               | 3 августа 2022  |
| Главный сценарист Биша К. Али, создательница персонажей Сана Аманат, режиссёры сериала, актёры Иман Веллани, Мэтт Линтцем, Ясмин Флетчер, Зенобия Шрофф, Мохан Капур, Саагар Шейх, Лорел Марсден, Риш Шах, Нимра Буча, Фархан Ахтар и Арамис Найт и другие создатели раскрывают секреты создания сериала «Мисс Марвел». Обсуждение включает в себя параллели между актрисой Иман Веллани и её персонажем Камалой Хан, важность семьи и друзей Камалы в сериале, Орден Красного Кинжала, AvengerCon, воссоздание Карачи в Таиланде и введение в сюжет реального исторического события раздела Индии.                           |            | |               |                                          |                 |
| 12 | 12         | «Создание „Тора: Любви и грома“» «The Making of Thor: Love and Thunder'»                                              | Брэдфорд Бару | Брэндон Бестенхейдер и Брэнтон Ковингтон | 8 сентября 2022 |
| Режиссёр Тайка Вайтити, соавтор сценария Дженнифер Кейтин Робинсон, актёры Крис Хемсворт, Натали Портман, Тесса Томпсон, Кристиан Бейл и другие создатели раскрывают секреты создания фильма «Тор: Любовь и гром». Обсуждение включает новое направление для показа Тора в четвёртом фильме, возвращение во франшизу Натали Портман, дизайн монстров на основе детских рисунков, исполнение Расселом Кроу Зевса и дизайн оружия. |            | |               |                                          |                 |
| 13 | 13         | «Создание „Женщины-Халка: Адвоката”» «The Making of She-Hulk: Attorney at Law'»                                       | Брэдфорд Бару | Меган Леон                               | 3 ноября 2022   |
| Татьяна Маслани, Джамила Джамил, Джош Сегарра, Марк Руффало, Тим Рот, Бенедикт Вонг, Чарли Кокс и другие создатели раскрывают секреты создания сериала «Женщина-Халк: Адвокат». Обсуждение включает разрушение главной героиней четвёртой стены и производство первого комедийного сериала от Marvel Studios. |            | |               |                                          |                 |
| 14 | 14         | «Создание „Чёрной пантеры: Ваканды навеки”» «The Making of Black Panther: Wakanda Forever'»                           | Брэдфорд Бару | Брэндон Бестенхейдер и Брэнтон Ковингтон | 8 февраля 2023  |
| Режиссёр Райан Куглер, актёры Летиша Райт, Данай Гурира, Лупита Нионго, Уинстон Дьюк, Анджелла Бассетт, Теноч Уэрта Мехия, Мэйбел Кадена, Алекс Ливаналли и Доминик Торн, а также другие создатели, раскрывают секреты создания фильма «Чёрная пантера: Ваканда навеки». Обсуждение включает смерть Чедвика Боузмана, расширение Ваканды, влияние Мезоамерики на дизайн Талокана, трудности подводных съёмок, эпизоды трюков и сюжетную линию Шури. |            | |               |                                          |                 |

### Пятая фаза(2023 —н.в.)
| № общий | № в сезоне | Название                                                                                            | Режиссёр      | Автор сценария                                       | Дата премьеры    |
| --- | ---------- | --------------------------------------------------------------------------------------------------- | ------------- | ---------------------------------------------------- | ---------------- |
| 15 | 1          | «Создание „Человека-муравья и Осы: Квантомании”» «The Making of Ant-Man and The Wasp: Quantumania'» | Брэдфорд Бару | Брэндон Бестенхейдер и Брэнтон Ковингтон             | 19 июля 2023     |
| Режиссёр Пейтон Рид, актёры Пол Радд, Эванджелин Лилли, Джонатан Мейджорс, Кэтрин Ньютон, Дэвид Дастмалчян, Кэти О’Брайан, Мишель Пфайффер, Кори Столл и Майкл Дуглас, а также другие создатели, раскрывают секреты создания фильма «Человек-муравей и Оса: Квантомания». Обсуждение включает создание Квантового мира, представление Мейджорса в роли главного злодея Marvel Канга, предысторию Джанет ван Дайн и сюжетную арку Кэсси Лэнг в исполнении Кэтрин Ньютон.                                                                           |            | |               |                                                      |                  |
| 16 | 2          | «Создание „Стражей Галактики. Части 3”» «The Making of Guardians of the Galaxy Vol. 3'»             | Брэдфорд Бару | Меган Леон                                           | 13 сентября 2023 |
| Режиссёр Джеймс Ганн, актёры Зои Салдана, Крис Прэтт, Карен Гиллан, Дэйв Батиста, Шон Ганн, Чукуди Ивуджи, Вин Дизель, Уилл Поултер, Брэдли Купер, а также другие создатели, раскрывают секреты создания фильма «Стражи Галактики. Часть 3». Обсуждение включает в себя осмысленное и эмоциональное завершение трилогии, историю отношений Ракеты и Высшего Эволюционера, полное представление Адама Уорлока и Космо, штаб-квартиру Стражей на Забвении, создание планеты «Оргокорп» и Контр-Земли.                                               |            | |               |                                                      |                  |
| 17 | 3          | «Создание „Секретного вторжения”» «The Making of „Secret Invasion”»                                 | Брэдфорд Бару | Меган Леон, Брэндон Бестенхейдер и Брэнтон Ковингтон | 20 сентября 2023 |
| Сценарист Кайл Брэдстрит, режиссёр Али Селим, актёры Сэмюэл Л. Джексон, Бен Мендельсон, Эмилия Кларк, Кингсли Бен-Адир, Дон Чидл, Коби Смолдерс, Оливия Коулман, а также другие создатели, раскрывают секреты создания сериала «Секретное вторжение». |            | |               |                                                      |                  |
| 18 | 4          | «Создание второго сезона „Локи”» «The Making of Loki Season 2»                                      | Брэдфорд Бару | Меган Леон                                           | 22 ноября 2023   |
| Главный сценарист Эрик Мартин, режиссёры Джастин Бенсон и Аарон Мурхед, актёры Том Хиддлстон, Вунми Мосаку, Оуэн Уилсон, София Ди Мартино, Юджин Кордеро, Джонатан Ке Кван и другие создатели раскрывают секреты производства второго сезона сериала «Локи». |            | |               |                                                      |                  |
| 19 | 5          | «Создание „Эха”» «The Making of Echo»                                                               | Брэдфорд Бару | Брэндон Бестенхейдер и Брэнтон Ковингтон             | 31 января 2024   |
| Сценаристы Мэрион Дэйр и Эми Рэрдин, режиссёр Сидни Фриленд, актёры Алаква Кокс, Винсент Д’Онофрио, Ческей Спенсер, Девери Джейкобс, Коди Лайтнинг, Танту Кардинал, Чарли Кокс, а также другие создатели, раскрывают секреты создания сериала «Эхо». Обсуждение включает путешествеие Майи Лопес после событий сериала «Соколиный глаз», изучение съёмочной группой и актёрами языка жестов, сотрудничество с народом чокто, выступление Д’Онофрио в роли Кингпина, короткую битву Майи с Сорвиголовой и создание пау-вау для финального эпизода. |            | |               |                                                      |                  |
| 20 | 6          | «Создание „Капитана Марвел 2”» «The Making of Marvels»                                              | н/д           | Джесс Латур                                          | 7 февраля 2024   |
| Режиссёр Ниа Дакоста, актрисы Бри Ларсон, Тейона Паррис, Иман Веллани, Зави Эштон и другие создатели раскрывают секреты создания фильма «Капитан Марвел 2». Обсуждение включает в себя динамику отношений и развитие трёх главных героинь, дизайн сцен квантовой запутанности, космический корабль Кэрол Дэнверс, создание водной планеты Аладны и привлечение на съёмочную площадку кошек и котят для изображения Гуси и других флеркенов. |            | |               |                                                      |                  |
| 21 | 7          | «Создание „Людей Икс ’97”» «The Making of X-Men '97'»                                               | Брэдфорд Бару | Меган Леон                                           | 22 мая 2024      |
| 22 | 8          | «Создание „Дедпула и Росомахи”» «The Making of Deadpool & Wolverine'»                               | Брэдфорд Бару | Меган Леон                                           | 12 ноября 2024   |
| 23 | 9          | «Создание „Это все Агата”» «The Making of Agatha All Along'»                                        | Брэдфорд Бару | Меган Леон                                           | 13 ноября 2024   |

## Производство
«Общий сбор» был впервые анонсирован в феврале 2021 года, раскрыты выпуски о телесериалах «Ванда/Вижн» (2021), «Сокол и Зимний солдат» (2021), «Локи» (2021), «Соколиный глаз» (2021), а также о фильме «Чёрная вдова» (2021). Обозреватели назвали «Общий сбор» дополнением к другой документальной серии от Marvel Studios — «Marvel Studios: Легенды», чьи выпуски выходят до релиза фильма или телесериала и помогают зрителям собрать воедино необходимую информацию о событиях. Хоай-Тран Буй из издания «/Film» отметил схожесть «Общего сбора» с документальной серией «Галерея Disney: Мандалорец», посвящённой сериалу «Мандалорец» от Lucasfilm.

## Выход
Премьера первого выпуска «Marvel Studios: Общий сбор» состоялась на Disney+ 12 марта 2021 года. Новые эпизоды выходят после релизов фильмов или телесериалов.

## Связанный выпуск
В сентябре 2022 года командой Marvel Studios Unscripted Content и братом Майкла Джаккино Энтони был объявлен спецвыпуск о создании телеспецвыпуска «Ночной оборотень». Энтони Джаккино выступил его режиссёром. Спецэпизод рассказывает о производстве проекта и мечте Майкла Джаккино о режиссуре, а также демонстрирует кадры, которые Джаккино снял в детстве на 8-мм киноплёнку. Эпизод под названием «Ночной режиссёр» вышел 4 ноября 2022 года и также обозначен как «Специальная презентация Marvel Studios».